# Muriel a andělé
Muriel a andělé je československý komiks, jehož autory jsou Kája Saudek (kresby) a Miloš Macourek (scénář). Byl vytvořen již v roce 1969, ale kvůli postupující normalizaci nebyl tehdy vydán (pouze 29 černobílých stran v časopise Mladý svět). Publikován byl až léta 1991 v nakladatelství Comet; roku 2009 byl v anketě odborníků na komiksovém informačním serveru Komiksárium prohlášen za nejlepší český komiks všech dob.

## Pokračování
Autoři původně plánovali 12 dílů příběhů Muriel, které by se souhrnně nazývaly Muriel a anděl Ró, ale došlo k vytvoření pouze jednoho pokračování nazvaného Muriel a oranžová smrt, které vyšlo až v roce 2009; v tomto díle je generál Xeron, který uprchl létajícím talířem, zachycen oranžovými mimozemšťany, kteří chystají invazi na Zemi. Pomůže jim invazi úspěšně uskutečnit výměnou za získání vysokého postavení v okupační vládě. Invaze byla odražena až s pomocí lidí z budoucnosti.

## Chronologické výtisky série Muriel a anděl Ró
| datum      | dílo                   | počet stran | vydal                  | náklad       | cena v době vydání |
| ---------- | ---------------------- | ----------- | ---------------------- | ------------ | ------------------ |
| 1969-08-01 | Muriel a andělé        | 29 čb       | časopis Mladý svět     | —            | —                  |
| 1991       | Muriel a andělé        | 128         | vydavatelství Comet    | —            | 35 Kčs             |
| 2009-12    | Muriel a oranžová smrt | 160         | vydavatelství Albatros | 4 500 ks     | 499 Kč             |
| 2014-01-22 | Muriel a andělé        | —           | vydavatelství Albatros | cca 4 000 ks | 990 Kč             |
| 2014-02-07 | Muriel a andělé        | —           | galerie Art Consulting | cca 1 000 ks | 300 Kč             |

## Zajímavosti
Grafickou předlohou k několika postavám byly osoby z okolí Káji Saudka:
- Muriel – Olga Schoberová, tehdejší přítelkyně
- generál Xeron, hlavní padouch – Jan Saudek, autorův bratr

## Recenze
- Jindřich Rohlík, Ikarie **** 80 %[3]